# Anthaxia helvetica
Anthaxia helvetica  (лат.) — вид жуков-златок.
Длина тела взрослых насекомых (имаго) 5—8 мм. Тело сверху светло-бронзовое, снизу бронзово-зелёное. На лбу волоски чёрные. Развиваются на хвойных — пихте и лиственнице.

## Классификация
Выделяют 2 подвида:
- Anthaxia helvetica appenina Obenberger, 1938
- Anthaxia helvetica helvetica Stierlin, 1868